# Falko Daim
Falko Daim (* 28. února 1953, Vídeň) je rakouský archeolog se specializácí na středověk.

## Životopis
Po studiu dějin v letech 1971 až 1976 ve Vídni promoval s prací „Die Awaren in Niederösterreich“. Poté působil jako asistent a od roku 2000 jako profesor na vídeňské univerzitě. Od roku 2003, jako nástupce Konrada Weidemanna, je generálním ředitelem Římskoněmeckého centrálního muzea (RGZM) v Mohuči.
Jádrem jeho výzkumu je archeologie raného středověku, především problematika Avarů a změny klimatu z pohledu humanitních věd.
Daim je řádným členem Německého archeologického institutu a korespondenčním členem Rakouské akademie věd.
V roce 2010 byl kurátorem výstavy Byzanz - Pracht und Alltag v Bundeskunsthalle v Bonnu.

## Dílo (výběr)
- Das Gräberfeld von Sommerein.
- Das Gräberfeld von Leobersdorf.
- Die Awaren am Rande der byzantinischen Welt. Innsbruck 2000
- spolu s Ernstem Lauermannem: Das frühungarische Reitergrab von Gnadendorf (Niederösterreich). Mohuč 2006